# Isgandar Hamidov
İsgəndər Məcid oğlu Həmidov (en azéri : İsgəndər Həmidov), né le 10 avril 1948 à Bağlıpəyə (raion de Kəlbəcər) et mort le 26 février 2020 à Bakou), est un ministre de l'Intérieur de l'Azerbaïdjan, du gouvernement du Front populaire de 1992-1993.
En tant que président du Parti national démocratique d'Azerbaïdjan, connu comme les Loups gris, Həmidov plaide en faveur de la création d'une Grande Turquie qui inclurait le nord de l'Iran et s'étendrait jusqu'à la Sibérie, l'Inde et la Chine (Turkestan oriental). Il a notamment menacé l'Arménie de frappes nucléaires et a participé à la guerre du Haut-Karabagh.
Isgəndar Həmidov a démissionné en avril 1993. En 1995, il est arrêté et condamné à quatorze ans de prison pour détournement de fonds publics, mais est considéré comme prisonnier politique par Amnesty International et le Conseil de l'Europe. Il est gracié en 2004 par un décret du président İlham Əliyev.